# Universidad de Damasco

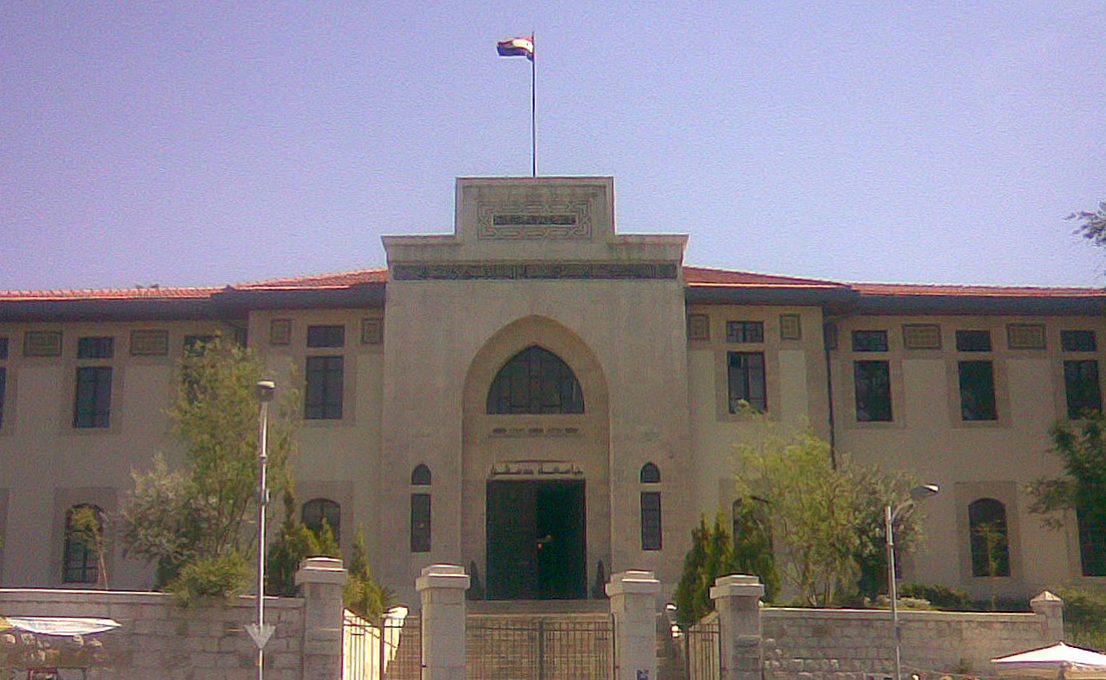
Universidad de Damasco.

La Universidad de Damasco (en árabe: جامعة دمشق‎, Jāmi‘atu Dimashq) es la universidad más grande y antigua de Siria, ubicada en su capital Damasco y con campus en otras ciudades sirias. Fue fundada en 1923 mediante la fusión de la Escuela de Medicina (creada en 1903) y el Instituto de Leyes (creado en 1913). Hasta 1958 tenía por nombre Universidad de Siria, sin embargo este fue cambiado tras la creación de la Universidad de Alepo. Hoy existen otras 6 universidades públicas y más de 10 privadas en el país.
La Universidad de Damasco está compuesta por varias facultades, institutos mayores, institutos intermedios y una Escuela de Enfermería. Es una institución especializada en la enseñanza del idioma árabe a extranjeros, siendo la más grande dentro del mundo árabe.